# Tré Cool
Frank Edwin Wright III (Fráncfort, Alemania, 9 de diciembre de 1972), conocido como Tré Cool, es un baterista estadounidense. Desde 1990, se ha desempeñado como el baterista de la banda Green Day, reemplazando al original, Al Sobrante, quien abandonó la agrupación ese mismo año. 

## Biografía y carrera

### Primeros años
Tré Cool nació el 9 de diciembre de 1972 en Fráncfort, en la época de la Alemania Occidental. A los catorce años se mudó a Willits, en Mendocino, California, pero antes de mudarse allí creció en una remota zona rural conocida como Iron Peak, a veinticinco kilómetros del pueblo más cercano, Laytonville, California. Wright vivía con su padre, su madre y sus dos hermanos. El padre de Wright, Frank Edwin Wright II, era veterano de la guerra de Vietnam, ya que se había alistado en el ejército cuando quiso alejarse de las drogas y el ambiente hippie de Mendocino. Luego, al regresar de la guerra, se dedicó a trabajar como albañil. La madre de Wright, Linda, era ama de casa.
Su padre trabajaba como albañil en la zona de Iron Peak, y construyó la casa de Lawrence Livermore, su vecino más cercano era Larry Livermore, fundador de Lookout Records. Este fue el que le dio el apodo de Tré Cool. Cuando tenía doce años, se unió a la banda de Lawrence, The Lookouts. Muchos de sus conciertos fueron en la zona punk de Berkeley, Gilman Street. En 1988, Tré tocó en un concierto en una fiesta de instituto, con su banda y otra llamada Sweet Children, quienes luego cambiaron su nombre a Green Day. Fue en este concierto cuando Green Day firmó su contrato con Lookout! Records. The Lookouts y Green Day tocaron a menudo juntos en los siguientes dos años, pero The Lookouts se separaron en 1990, y fue entonces cuando Tré entró a Green Day como sustituto de John Kiffmeyer (Al Sobrante), que había dejado la banda para ir a la universidad.

### Green Day
Tré, al igual que Mike Dirnt, tiene un papel menor en las letras. Ha sido autor de pocas letras de los discos editados de la banda, como "Dominated Love Slave" (en Kerplunk), «All by Myself», canción escondida en el álbum Dookie, después de «F.O.D», o «Rock and Roll Girlfriend», cuarta parte de «Homecoming», canción del álbum de la banda American Idiot, dedicada a Torry Castellano, su entonces novia. 

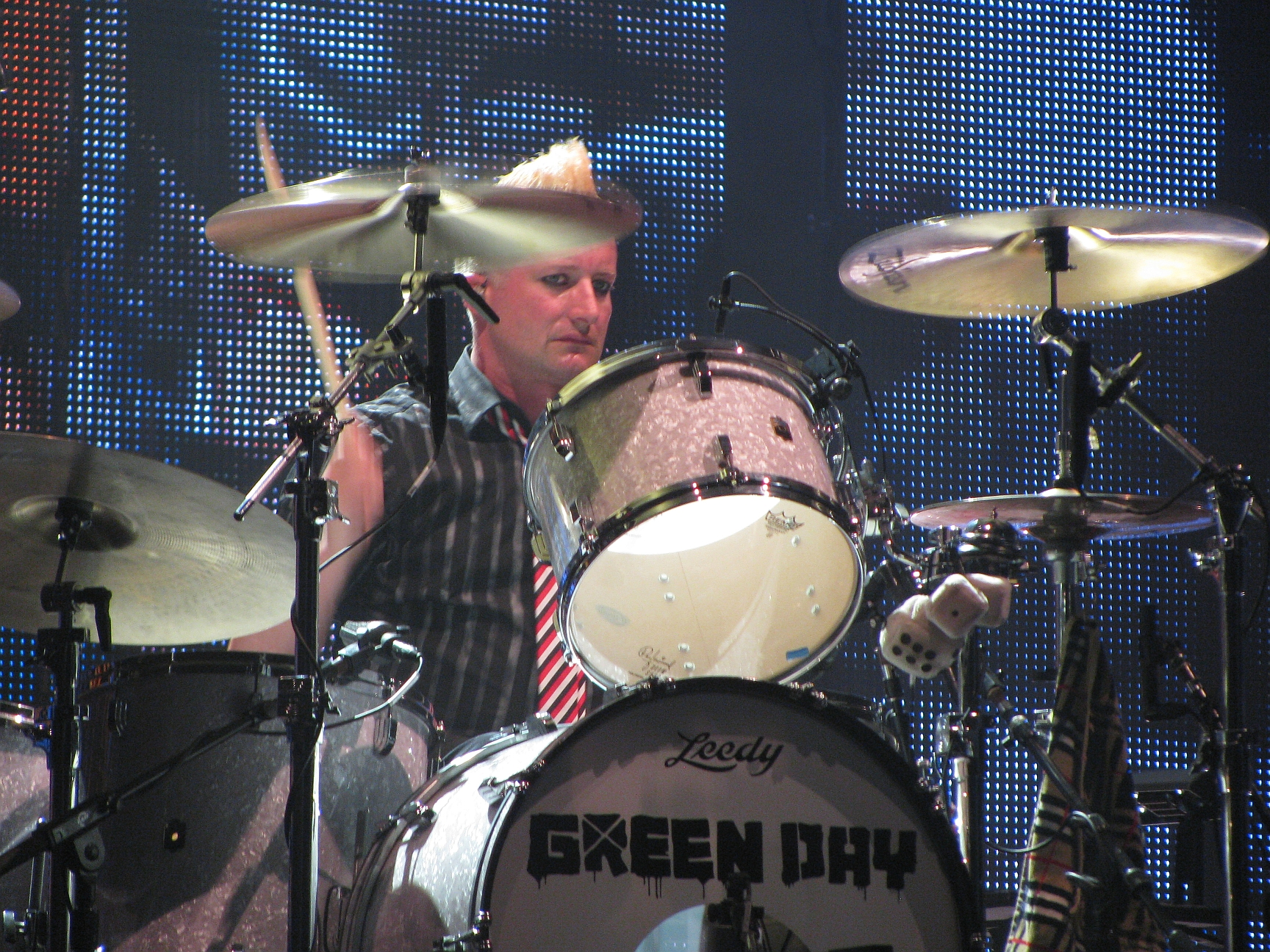
Tré Cool Tocando en el 21st Century Breakdown World Tour 2009

Ha escrito letras para canciones que no forman parte de ningún álbum, y son consideradas "rarezas", como "Food Around the Corner", "Like a Rat Does Cheese", "Boys in the Bathroom Stall", "D.U.I." y "Billie Joe's Mom". Además de tocar la batería, también sabe tocar la guitarra (en las presentaciones en vivo de sus canciones él se encarga de esto y Billie Joe Armstrong pasa a la batería) y el acordeón para "Minority".
Tré es el baterista de la banda The Network, bajo el nombre de The Snoo. Esta banda es el conjunto de los otros integrantes de Green Day, y otros dos músicos.
Además, en el 2007, también participó en otro proyecto alternativo de Green Day llamado Foxboro Hot Tubs. Esta banda tiene un estilo garage rock, a diferencia el estilo punk rock de Green Day. Con Foxboro Hot Tubs grabaron un disco llamado Stop Drop and Roll!!!.

## Vida personal
Tré Cool tuvo una hija llamada Ramona, el 12 de enero de 1995 con Lisea Lyons, y más tarde se casaron, en marzo de ese mismo año. Tré y Lisea están divorciados; al separarse, Lisea se llevó a Ramona a vivir a Nueva York. Para la revista SPIN de noviembre de 2004, Tré dijo: "Tienes que ser muy paciente para tener hijos. Primero tardan nueve meses para estar listos, y eso es una cagada. Y después, cuando nacen, es como, wow, estrés. Con mi primera hija, siempre me estaba preguntando si estaba respirando, cada minuto. También era extremadamente joven. Tenía veintidós, y tenía a Ramona, y después me casé, y al poco tiempo después estaba divorciado. Y después de todo eso, mi ex esposa decidió (totalmente en contra de mi deseo), que se iba a mudar a Nueva York y se iba a llevar a mi hija con ella. Eso me rompió el corazón".
Tré también tiene un hijo llamado Frankito, que tuvo con su segunda esposa, Claudia Suárez, en mayo de 2001. Se divorciaron en el 2003, después de dos años y medio de matrimonio, pero ella todavía vive en su casa en Oakland, California. Una situación que él describe como dificultosa pero necesaria: "Quiero ayudar a crecer a mi hijo y ser un padre y cuidarlo, y eso significa estar bien con su madre y cuidarla a ella también, así que eso es lo que voy a hacer". 
Tré tuvo una relación con la baterista de The Donnas, Torry Castellano en 2004. En mayo del 2009 se mencionó en un artículo de la revista Rolling Stone, que Tré mantenía una relación con una mujer llamada Ruri Hegarty. El 27 de abril de 2011, después de muchos rumores, Tré confirmó en Facebook que se comprometió con su novia, Dena, pero a finales del 2011 ella lo dejó.
El 11 de octubre de 2014 se casó con su amiga Sara Rose y publicó una foto con el siguiente texto en su cuenta de Instagram:

Estoy muy feliz de haberme casado con mi mejor amiga Sara el sábado 11/10/14 Gracias por todos los buenos deseos y el apoyo.